# Claes Compaen
Claes (of Klaas) Gerritszoon Compaen (Oostzaan, 1587 – aldaar, 25 februari 1660) was omstreeks 1625 een van de meest beruchte Barbarijse zeerovers.

## Afkomst
De vader van Claes was lid van de geuzenbende van Dirck Duyvel die zich in de Zaanstreek tegen het landsbestuur verzette. Claes groeide op in een tijd van opstand en geweld. Het vak van zeeman leerde hij op kaperschepen waarmee met goedkeuring van Willem van Oranje in opdracht van belangrijke kooplieden vijandelijke handelsschepen werden veroverd die vervolgens als prijs te gelde werden gemaakt.

## Voor eigen rekening
Compaen voelde zich door de opdrachtgevers benadeeld bij de verdeling van de opbrengst van de veroverde prijzen en besloot voor eigen rekening te gaan varen. Hij wist een kaperbrief te verkrijgen van de heren Staten. Vervolgens kocht hij het schip Walte te Hoorn van honderd last groot en bewapend met zeventien stukken geschut. Omdat hij voor de aankoop en uitrusting van het schip achtduizend Rijnlandse guldens tekortkwam, ging hij met zijn kaperbrief bij de kooplieden op bezoek. Die kenden hem als een trouwe aanbrenger van prijzen en een eerlyckhe ende bruyckbare zeebonk en leenden hem het ontbrekende.
Claes monsterde een bemanning van tachtig koppen aan en sloeg proviand in. Toen alles gereed was nodigde hij zijn geldschieters uit voor een scheymael (afscheidsdiner). Aan het eind van dit vreetfestijn deed Compaen zijn gasten de mededeling dat zijn geld op was gegaan aan de uitrusting van het schip en dat hij dus de rekening voor het maal niet kon betalen. Hij groette de heren beleefd en vertrok met zijn schip.

## Neptuun
Al snel begon Compaen schepen te veroveren, in het Het Kanaal, in de Middellandse Zee, aan de Afrikaans-Atlantische kust, tot in de Caraïben toe. De buit maakte hij te gelde aan de kust van Ierland, later in Salé en aan de Barbarijse kust en in Vlissingen. Hij veroverde meer dan driehonderd vijftig schepen, en gaf zichzelf de namen Neptuun ende Conick vande Zee.

## Berouw
De zeerover kreeg ten langen leste genoeg van het rauwe leven en verlangde terug te gaan naar zijn familie die hij in Oostzaan had achtergelaten. De Staten-Generaal voorzagen hem op zijn verzoek onder voorwaarden van een pardonbrief die hem door enkele landgenoten in Salé werd overhandigd.
Hij vertrok naar de Nederlanden, maakte een knieval voor stadhouder Frederik Hendrik, en bleef tot aan zijn dood wonen in Oostzaan.
Den 25 februari 1660 sterft binnen Oostzaen in Kennemerlant den vermaerden Zee-Roover Claes Gerritz. Compaen, in grooten armoede, daer hij nochtans zoo veele duysenden door seyn Rooverijen aen sich heeft getrokken; toonde op het laest sijns levens groot berouw en leedtwesen voor begane boosheden.